# Sohncke-Raumgruppe
Bei Sohncke-Raumgruppen handelt es sich in der Kristallographie um diejenigen 65 Raumgruppen, die nur Symmetrieoperationen der ersten Art (Drehungen und Schraubungen) beinhalten. Sie sind benannt nach dem deutschen Kristallographen und Physiker Leonhard Sohncke, der sie 1876 zuerst beschrieb.
Enantiomerenreine chirale chemische Verbindungen können ausschließlich in den Sohncke-Raumgruppen kristallisieren, aber es gibt auch achirale Stoffe, die eine solche Raumgruppe haben.

## Geschichte
Die Raumstruktur von Kristallen geht auf das Konzept der Bravais-Gitter zurück, das 1848 von Auguste Bravais eingeführt wurde. Unter Einbeziehung der Arbeiten von Camille Jordan erweiterte Sohncke das Konzept in seinen Veröffentlichungen von 1876 und 1879. Er berücksichtigte dabei nur Symmetrieoperationen der ersten Art (Drehungen und Schraubungen, d. h. Bewegungen der Determinante +1).
In seinen ersten Publikationen erhielt Sohncke 66 Raumgruppen. Später erwiesen sich zwei davon identisch, so dass noch 65 übrig blieben.
Durch Verwendung von Symmetrieoperationen der zweiten Art erhielten Jewgraf Fjodorow und Arthur Schoenflies im Jahr 1891 alle 230 Raumgruppen.

## Chirale Raumgruppen
Im allgemeinen Sprachgebrauch werden die Sohncke-Raumgruppen auch als chirale Raumgruppen bezeichnet, weil chirale Moleküle nur in diesen 65 Raumgruppen kristallisieren können.
Tatsächlich sind aber nur diejenigen Raumgruppen chiral, die bei einer Inversion oder Spiegelung in eine andere Raumgruppe überführt werden. So ist beispielsweise die Raumgruppe {\displaystyle P2_{1}} nicht chiral, weil durch Inversion wieder die Raumgruppe {\displaystyle P2_{1}} entsteht. Dagegen ist die Raumgruppe {\displaystyle P6_{1}} chiral, weil sie durch Inversion oder Spiegelung in {\displaystyle P6_{5}} transformiert wird. Insgesamt gibt es daher nur 22 chirale Raumgruppen (11 Paare enantiomorpher Raumgruppen).